# Dalechampia hassleriana
Dalechampia hassleriana är en törelväxtart som beskrevs av Robert Hippolyte Chodat. Dalechampia hassleriana ingår i släktet Dalechampia och familjen törelväxter. Inga underarter finns listade i Catalogue of Life.